# Interprete (lingua)

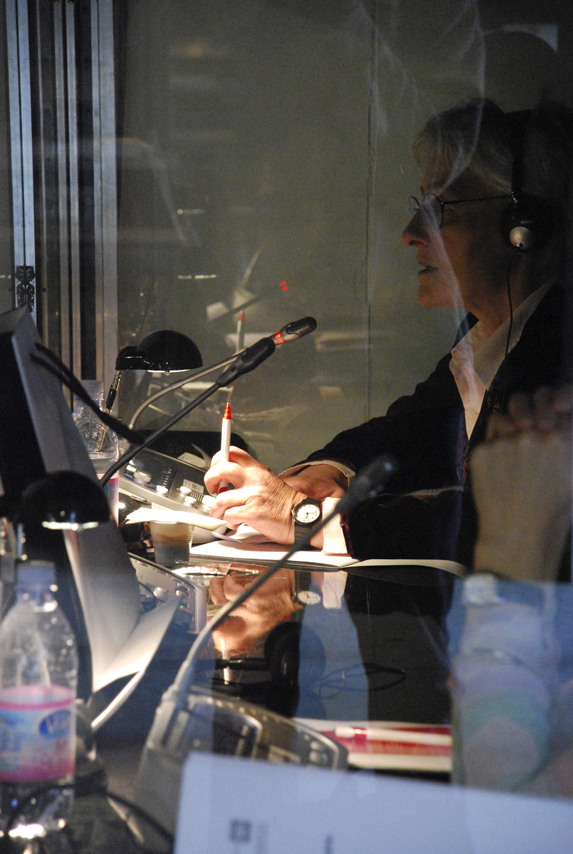
Interpreti durante una conferenza internazionale.

Un interprete, inteso come conoscitore di una lingua straniera, è una persona che, a differenza di un traduttore di testi, traduce oralmente (o tramite segni nel caso delle lingue dei segni) da una lingua di partenza verso una lingua d'arrivo.
L'interpretazione è caratterizzata non solo dall'evanescenza della lingua orale, ma anche dalla mimica, dalla gestualità, da buone conoscenze di retorica, di scioltezza e comprensione della lingua parlata.

## Modalità
Si distinguono fondamentalmente due modalità: l'interpretazione simultanea e consecutiva.
Durante l'interpretazione simultanea (cfr. https://web.archive.org/web/20100314063642/http://italia.aiic.net/ViewPage.cfm/article2011.htm) l'interprete traduce simultaneamente il discorso dell'oratore dalla lingua originale nella lingua d'arrivo. Una sua variante, sussurrata, definita chuchotage, prevede che l'interprete sia a fianco dell'ascoltatore, a cui trasmette a bassa voce la traduzione (quest'ultimo tipo di interpretazione presenta il vantaggio di non necessitare di alcuna apparecchiatura tecnologica, a differenza della simultanea).
L'interprete (solitamente si tratta però di almeno due interpreti che si alternano ad intervalli regolari, genericamente di circa 30 minuti) svolge il suo lavoro in una cabina isolata acusticamente dal resto della sala, utilizzando cuffia e microfono. La contemporaneità delle azioni di ascolto, traduzione ed enunciazione, quasi sempre di testi altamente tecnici o retoricamente complessi, rende necessario un percorso formativo specifico che, oltre allo studio linguistico di alto livello, contempli anche lo studio e la pratica di questa disciplina. 
L'interpretazione consecutiva invece non si avvale di nessun altro strumento se non il blocco per gli appunti dell'interprete. Questo ascolterà porzioni di testo della durata variabile (solitamente da pochi minuti fino a 10-12) prendendo appunti (prise de note) per poi ricostruire l'intero discorso al termine dell'intervento dell'oratore.

## Formazione
La formazione dell'interprete ha luogo presso istituti universitari o parauniversitari (in Italia i corsi di laurea sono organizzati sia da enti appositamente autorizzati dal Ministero, quali le Scuole Superiori per Mediatori Linguistici (SSML), tra cui la Civica Scuola Interpreti e Traduttori di Milano, sia dalle Università, quali ad esempio le scuole superiori di lingue moderne per interpreti e traduttori di Trieste e Forlì, la UNINT di Roma e la scuola Ca' Foscari di Venezia per Spagnolo, Inglese e Cinese. È volta al perfezionamento delle conoscenze linguistiche sia della lingua madre che delle lingue di lavoro, come anche di elementi di sostegno come la presa di appunti (per l'interprete di consecutiva), elementi per l'esercizio della memoria e lo studio di materie ausiliarie come diritto, medicina o economia. Inoltre vengono normalmente considerati anche alcuni aspetti della teoria dell'interpretazione.
Questo link https://web.archive.org/web/20111108174918/http://aiic.net/ViewPage.cfm/page60.htm indica le best practices raccomandate dalla Associazione Internazionale Interpreti di Conferenza (interlocutore riconosciuto dalle istituzioni dell'UE, dell'ONU e delle altre organizzazioni internazionali). Se ne raccomanda la lettura, prima dell'iscrizione, a tutti coloro che intendono intraprendere questo percorso di studi.
Ad oggi si svolgono diverse attività di ricerca sulle modalità di formazione dell'interprete, posti i setting di natura settoriale nei quali egli opera. Particolari riferimenti sono il C.L.I.L. (Content and Language Integrated Learning) e il P.K.M. (Personal Knowledge Management).

## Storia
Nel XVIII secolo erano principalmente motivi economici e con finalità commerciali che spingevano l'istituzione di scuole per la formazione degli interpreti. La definizione interprete rimase tuttavia vaga fino al 1945, dato che fino ad allora veniva confusa con il termine traduttore. Solo dopo il 1945 e con la fondazione delle grandi organizzazioni internazionali si può parlare di una delineazione precisa del ruolo dell'interprete come mediatore orale tra due parlanti una lingua non comune. In Germania il primo corso di laurea specifico per la formazione di interpreti venne aperto nel 1887 all'Università di Berlino presso il Seminario di Lingue Orientali, in vista dell'allargamento coloniale dell'Impero Tedesco.
Negli ultimi anni nelle grandi organizzazioni internazionali in cui occorrerebbe la presenza simultanea di molti interpreti di tante diverse lingue è invalsa la prassi di utilizzare un doppio interprete, nel senso che un interprete traduce da una delle lingue all'inglese ed un secondo interprete dall'inglese ad un'altra lingua.

## Interprete consigliere
Presso le grandi conferenze internazionali in cui vengono normalmente richiesti degli interpreti è solitamente richiesta la presenza di un interprete consigliere. Il suo ruolo principale è quello di coordinare i gruppi di interpreti presenti e di fungere da tramite tra gli interpreti e il datore di lavoro.

## Interpreti di lingue dei segni
L'interprete di lingua dei segni è un professionista formato che interpreta da e in una o più lingue dei segni. Lʼinterprete LiS traduce prevalentemente in simultanea, in situazioni di trattativa e conferenza. L'utenza è composta da persone sorde, principali utilizzatori della lingua dei segni, ed udenti. A differenza dell'interprete di lingue vocali, l'interprete LiS lavora in posizione ben visibile, date le caratteristiche visuali della comunicazione in lingua dei segni. Nel luogo di lavoro posizione ed illuminazione rivestono grande importanza al pari dell'acustica è per questo che gli interpreti devono spesso fare precedentemente al servizio di interpretariato, dei sopralluoghi per garantire che tutto sia disposto al meglio per garantire una fruizione ottimale al pubblico degli eventi.

Generalmente, esiste un'associazione di categoria per ogni nazione. In Europa, EFSLI è l'associazione alla quale fanno capo le associazioni di categoria della maggior parte degli Stati. Esistono in Italia quattro associazioni di categoria, ANIOS, ANIMU, T'AMILIS ed ANILIS.

Gli interpreti che vogliono associarsi devono superare una selezione da parte di una commissione interna alle associazioni. In queste associazioni gli interpreti devono rispettare un codice etico e deontologico, incentrato soprattutto sul rispetto dei colleghi e della privacy dei committenti. Gli interpreti sono impiegati in diversi settori  come interpreti nei convegni, interpreti di trattativa, interpreti in televisione, interpreti personali, interpreti in ambito medico.

Da sempre si è sottolineata l'importanza di questa figura come anche le diverse difficoltà che incontra nel suo lavoro soprattutto se si confronta con un pubblico molto ampio. Non essendo una lingua universale risente della territorialità e questo fa sì che gli interpreti della lingua dei segni italiana siano spesso oggetto di critiche nel loro lavoro perché ritenuti poco chiari nelle loro interpretazioni come per gli interpreti di lingue vocali.

Non esiste a tutt'oggi un albo degli interpreti LIS, in Italia.

## La professione in Italia
In Italia, come anche in altri paesi europei ed extraeuropei, non esiste alcun albo ufficiale per gli interpreti (e anche per i traduttori), come invece accade per esempio con i medici, gli avvocati o gli ingegneri; ciò nonostante gli albi professionali in Italia sono particolarmente numerosi: esiste comunque in Italia la possibilità di iscrizione agli albi dei periti e degli esperti tenuto dalle camere di commercio.
Il legislatore ha seguito la strada di riconoscere libere associazioni di professionisti nell'ambito della legge sulle professioni non organizzate. La maggior parte degli interpreti professionisti aderiscono appunto ad associazioni
Il Miur ha istituito una laurea triennale in Mediazione linguistica (L-12) e una laurea magistrale in Traduzione specialistica e Interpretariato (LM-94).